# جعفرآباد (آشتیان)
جعفرآباد روستایی از توابع بخش مرکزی شهرستان آشتیان در استان مرکزی ایران است.

## جمعیت
این روستا در دهستان سیاوشان قرار دارد و براساس سرشماری مرکز آمار ایران در سال ۱۳۹۵، جمعیت آن ۱۱۷ نفر (۴۹ خانوار) بوده‌است.

## جغرافیا
جعفرآباد از سمت غرب با روستای صفرآباد (خالی از سکنه)، از سمت شمال شرقی با روستای دستجرده، از سمت جنوب با شهر داودآباد و از سمت شمال و شمال غربی با روستای فیض آباد همجوار است.

## آب و هوا
این روستا دارای آب و هوای نسبتاً سرد و خشک و زمینهای نسبتاً مسطح و هموار است. با توجه به نزدیکی روستا به کویر میقان اراک، در ایام زمستان بیشتر اوقات هوا مه آلود که این مه آلودگی گاهی اوقات تا اواسط روز طول می‌کشد. این مه آلودگی هوا باعث تشکیل ذره‌های ریز یخ روی درختان و ایجاد منظره‌های بسیار جالبی می‌گردد. 

## مردم
شغل اکثر مردم روستا کشاورزی و دامداری است و از این راه امرار معاش می‌کنند.

## گویش و بناهای تاریخی
زبان مردم روستا فارسی است. در قدیم گویش آنها زبان قدیم آشتیانی که با زبان مردم دلیجان و گلپایگان شباهت زیادی داشته بوده که کم‌کم به فراموشی سپرده شده‌است.
بناهای قدیمی روستا از خشت و گل بوده که دو قلعهٔ قدیمی دربافت قدیم روستا وجود دارد که در زمان قدیم یکی از آنها مخصوص ارباب روستا و دیگری محل سکونت رعیت‌ها بوده‌است.
در قلعهٔ پایین چهار برج دیده‌بانی و یک ساختمان در طبقه فوقانی درب ورودی قلعه به چشم می‌خورد، که جلوه خاصی را به روستا بخشیده‌است. در قلعه بالا نیز دو برج دیده‌بانی وجود دارد که برای مراقبت از قلعه استفاده می‌شده‌است.
مسجد روستا که بنای آن در سال ۱۳۴۸ تجدید ساخت گردیده، در میدان اصلی روستا واقع شده و با نهر آبی که از جلوی آن می‌گذرد جلوه‌گری نموده و آراستگی خاصی را به روستا بخشیده‌است.